# Sož
Sož (bělorusky Сож, rusky Сож, ukrajinsky Сож) je řeka ve Smolenské oblasti v Rusku, v Homelské a v Mohylevské oblasti v Bělorusku a částečně také tvoří hranici Černihivské oblasti na Ukrajině. Je 648 km dlouhá. Povodí nad ústím Piny má rozlohu 42 100 km².

## Průběh toku
Pramení na Smolenské vysočině. Protéká Aršansko-Mohylevskou rovinou a na dolním toku Polesím. Teče širokou dolinou, přičemž od Homelu k ústí je bažinaté říční údolí široké až 10 km. Ústí zleva do Dněpru.

### Přítoky
- zprava – Proňa
- zleva – Osťor, Beseď, Ipuť

## Vodní režim

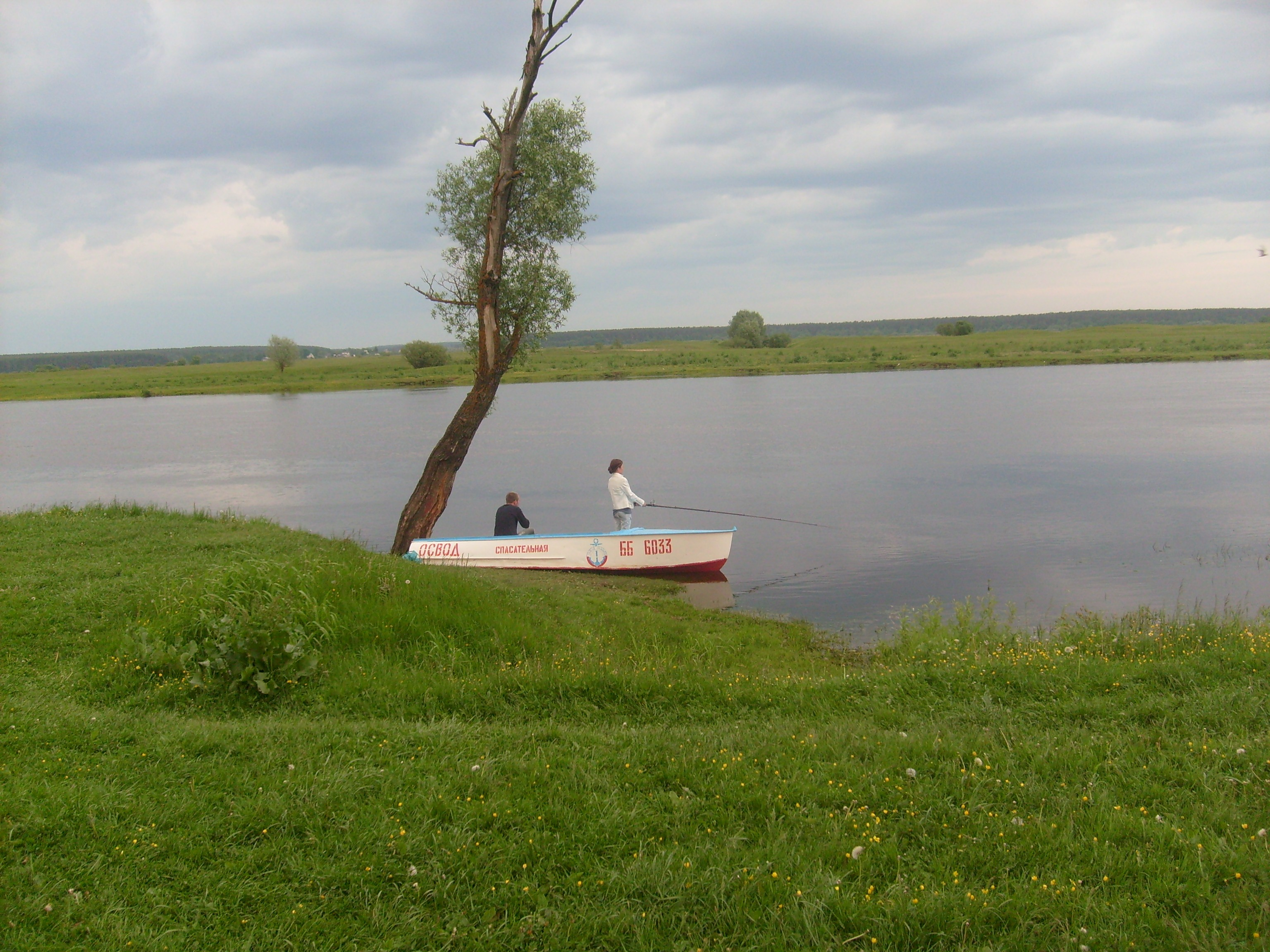

Zdrojem vody jsou především sněhové srážky. Průměrný průtok vody u města Homel ve vzdálenosti 100 km od ústí činí 207 m³/s. Zamrzá v listopadu až na začátku ledna a rozmrzá na konci března až v dubnu.

## Využití
Na horním toku jsou na řece zdymadla. Využívá se k plavení dřeva. Vodní doprava je možná od Kryčau. Na řece leží města Kryčau, Čerykov, Slavgorod, Homel.